# Mohammed Osman
Mohammed Osman (Qamishli, Distrito de Qamishli, Siria, 1 de enero de 1994) es un futbolista sirio-neerlandés que juega como centrocampista y su equipo es el Lamphun Warrior F. C. de la Liga de Tailandia.

## Trayectoria
Nacido en Qamishli, Siria, Osman se unió a las inferiores juvenil del Vitesse en 2008, a la edad de 15 años, después de haberlo iniciado en DVV. El 5 de julio de 2013 firmó su primer contrato profesional con el club. El 22 de mayo de 2015, Osman firmó un nuevo contrato por un año con el club, siendo promovido definitivamente al equipo principal. Hizo su debut en el primer equipo de la Eredivisie el 14 de agosto, entrando como un sustituto en los últimos minutos en la victoria en casa 3-0 contra el Roda JC. El 6 de septiembre de 2017, se anunció que el Vitesse había rescindido el contrato de Osman.
El 11 de septiembre de 2017, Osman se unió al equipo Telstar de Eerste Divisie luego de rescindir con el Vitesse.
En junio de 2020 quedó libre tras finalizar su contrato con el Heracles Almelo. En septiembre firmó por el Al-Kharitiyath S. C. catarí. Un año después de iniciar esta experiencia regresó a los Países Bajos para jugar en el Sparta Rotterdam.

## Selección nacional

### Categorías inferiores
Osman nació en Siria, pero se crio en los Países Bajos. Representó a Países Bajos sub-16 en el 'Val de Mar Tournoi' en 2009.

## Clubes
| Club                  | País         | Año       |
| --------------------- | ------------ | --------- |
| S. B. V. Vitesse      | Países Bajos | 2015-2017 |
| S. C. Telstar         | Países Bajos | 2017-2018 |
| Heracles Almelo       | Países Bajos | 2018-2020 |
| Al-Kharitiyath S. C.  | Catar        | 2020-2021 |
| Sparta Rotterdam      | Países Bajos | 2021-2022 |
| Lamphun Warrior F. C. | Tailandia    | 2022-     |

## Palmarés

### Campeonatos nacionales
| Título                   | Club             | País         | Año     |
| ------------------------ | ---------------- | ------------ | ------- |
| Copa de los Países Bajos | S. B. V. Vitesse | Países Bajos | 2016-17 |